# Rugiové
Rugiové byli germánský kmen z doby Římské říše.

## Historie

### Původ Rugiů
Nejprve je jasně zaznamenal Tacitus ve svém díle Germánia, kde dostali název Rugii a jejich sídla umístil poblíž jižního pobřeží Baltského moře. O několik století později byli považováni za jeden z „gótských“ nebo „skytských“ národů, které se nacházely v oblasti středního Dunaje. Stejně jako několik dalších gótských národů tam pravděpodobně dorazili do oblasti jako spojenci či vazalové Attily, kde zůstali až do jeho smrti v roce 453.
Baltští Rugiové, o kterých se zmínil Tacitus, pravděpodobně souvisejí s lidmi známých jako Rutikleioi a s místem známým jako Rougion, které ve druhém století zmínil Ptolemaios. Obě tato jména jsou spojena s pobřežním ostrovem, který dnes nese název Rujána. Byli také spojováni s Ulmerugi zmíněnými v 6. století Jordanem, jako lidi, kteří žili na pobřeží Baltského moře poblíž Visly dlouho před ním. V obtížně interpretovatelné pasáži Jordanes také zmínil Rugie žijící ve Skandinávii ve své době, poblíž Dánů a Suedů.
Na základě jejich jména a zprávách o gótském původu publikovaných Jordanem se spekulovalo, že Rugiové původně migrovali z jihozápadního Norska do Pomořanska kolem roku 100 našeho letopočtu a odtud do údolí Dunaje. Název Ulmerugi byl interpretován jako Holmrygir známý z mnohem pozdějších staroseverských textů. Rugiové byli také spojováni s Rygiry z Rogalandu v Norsku. Všechna tato jména zjevně sdílejí etymologický původ.

### Království Rugiland
Po porážce Hunů na řece v Nedao v roce 454 se usadili v dnešním Dolním Rakousku a položili zde základy království Rugiland (Regnum Rugurum, tj. království Rugiů). V roce 487 dobyl Rugiland Odoaker a barbarské království zaniklo. Později se někteří Rugiové připojili k Ostrogótům, když král Theodorich Veliký vtrhl do Itálie.

### Pozdější užití pojmu
Název Rugiové se i po 6. století používal k označení slovanských národů, včetně Rusů.